# Червен Брјаг
Червен Брјаг (буг. Червен бряг) град је у Републици Бугарској, у северном делу земље, седиште истоимене општине Червен Брјаг у оквиру Плевенске области.

## Географија
Положај: Червен Брјаг се налази у северном делу Бугарске. Од престонице Софије град је удаљен 120 km североисточно, а од обласног средишта, Плевена град је удаљен 55 km западно.
Рељеф: Област Червеног Брјага се налази у на јужном ободу бугарског Подунавља, на месту где се издижу прва северна брда Старе Планине. Град се сместио у долини реке Искар, на приближно 190 m надморске висине.
Клима: Клима у Червеном Брјагу је конитнентална.
Воде: Кроз Червен Брјаг протиче велика бугарска река Искар средњим делом свог тока.

## Историја
Област Червеног Брјага је првобитно било насељено Трачанима, а после њих овом облашћу владају стари Рим и Византија. Јужни Словени ово подручеје насељавају у 7. веку. Од 9. века до 1373. године област је била у саставу средњовековне Бугарске.
Крајем 14. века област Червеног Брјага је пала под власт Османлија, који владају облашћу 5 векова.
Године 1878. град је постао део савремене бугарске државе. Насеље постоје убрзо средиште окупљања за села у околини, са више јавних установа и трговиштем.

## Становништво
По проценама из 2007. године. Червен Брјаг је имао око 15.000 ст. Огромна већина градског становништва су етнички Бугари. Остатак су махом Роми. Последњих деценија град губи становништво због удаљености од главних токова развоја у земљи.
Претежан вероисповест месног становништва је православна.

## Партнерски градови
- Таганрог